# Vita artificiale
La vita artificiale (artificial life, alife o a-life) è lo studio della vita mediante l'uso di analoghi costruiti dall'uomo dei sistemi viventi. L'informatico Christopher Langton ha coniato il termine verso la fine degli anni ottanta quando ha tenuto la prima "Conferenza Internazionale sulla Sintesi e Simulazione dei Sistemi Viventi" (anche nota come Artificial Life I) presso il Laboratorio Nazionale di Los Alamos, nel 1987.

## Natura del campo
Anche se lo studio della vita artificiale si sovrappone in modo significativo allo studio dell'intelligenza artificiale, i due campi sono molto differenti nella loro storia e nel loro approccio. La ricerca organizzata sull'IA è cominciata presto nella storia degli elaboratori digitali, ed in quegli anni è stata spesso caratterizzata da un approccio dall'alto verso il basso, basato su complicati insiemi di regole. Gli studiosi di vita artificiale invece non hanno avuto nessuna organizzazione fino ai tardi anni 80, e hanno spesso lavorato isolati, inconsapevoli di altri impegnati negli stessi studi. Nei rari casi in cui si sono occupati dell'intelligenza, questi ricercatori si sono concentrati maggiormente sulla natura dal basso verso l'alto dei comportamenti emergenti.
I ricercatori impegnati nel campo della vita artificiale vengono spesso distinti in due gruppi, sebbene altre distinzioni siano possibili:
- i sostenitori della vita artificiale forte affermano che "la vita sia un processo che può essere astratto da ogni mezzo particolare" (John von Neumann). In questo campo è notevole il lavoro di Thomas S. Ray, che ha dichiarato che il suo programma Tierra non simula la vita all'interno di un computer ma la sintetizza.
- i sostenitori della vita artificiale debole negano la possibilità di generare un processo vitale al di fuori di una soluzione chimica basata sul carbonio e tentano invece di imitare i processi vitali per capire l'apparire dei singoli fenomeni. Il metodo più usuale è l'uso di modelli basati su agenti, che normalmente forniscono una soluzione di tipo minimale, cioè qualcosa del tipo "Non sappiamo cosa generi questo fenomeno in natura, ma potrebbe essere qualcosa di semplice quanto..."

Il campo della ricerca sulla vita artificiale è caratterizzato dall'uso estensivo di programmi e simulazioni al computer, che includono il calcolo evolutivo (Algoritmi evolutivi, Algoritmi genetici, Programmazione genetica, Intelligenza di sciame (swarm intelligence) e Ottimizzazione basata sui formicai (Ant Colony Optimization), la chimica artificiale, i modelli basati su agenti e gli automi cellulari. Spesso queste tecniche sono state considerate come sotto-campi della vita artificiale, e gli articoli su questi argomenti sono stati presentati presso le conferenze sulla vita artificiale, fino a che i rispettivi campi non sono cresciuti abbastanza da guadagnarsi conferenze specifiche. Come tale, nel corso degli anni, la ricerca sulla vita artificiale è servita anche come ombrello temporaneo per diverse tecniche che non sarebbero state accettate in altri campi.
La ricerca sulla vita artificiale è un punto di incontro per persone provenienti da molti campi di ricerca più tradizionali come linguistica, fisica, matematica, filosofia, informatica, biologia, psicologia, scienze etnoantropologiche, e sociologia in cui approcci computazionali e teorici che sarebbero giudicati inusuali e controversi entro la propria disciplina naturale, possono essere discussi. Come campo di ricerca ha avuto una storia controversa; John Maynard Smith nel 1995 ha criticato certi lavori sulla vita artificiale come "scienza senza fatti", e il campo non ha ricevuto molta attenzione da parte dei biologi. Tuttavia, la recente pubblicazione di articoli sul tema su riviste largamente lette come Science e Nature è la prova che le ricerche sulla vita artificiale stanno diventando accettate e comuni, almeno come metodo per studiare l'evoluzione.

## Storia e contributi significativi

### Storia precedente ai computer
Alcune invenzioni del periodo precedente all'era-digitale hanno anticipato il fascino che la vita artificiale esercita sull'umanità. La più famosa è stata l'anatra digeritrice, un'anatra artificiale con migliaia di parti mobili, creata da Jacques de Vaucanson. L'anatra poteva, secondo il suo creatore, mangiare e digerire, bere, starnazzare e sguazzare in acqua, ed è stata esposta in tutta Europa fino a guastarsi definitivamente.

### Dagli anni cinquanta agli anni settanta
Uno dei primi pensatori dell'era moderna a ipotizzare il potenziale della vita artificiale, come materia separata dall'intelligenza artificiale, è stato il matematico e prodigio dei computer John von Neumann. Al simposio Hixon, tenuto da Linus Pauling a Pasadena nei tardi anni quaranta, von Neumann è intervenuto con un discorso intitolato "La teoria e la logica generali degli automi", definendo "automa" una qualsiasi macchina il cui comportamento proceda passo per passo combinando le informazioni ricevute dall'ambiente con la propria programmazione, e affermando che alla fine si sarebbe potuto dimostrare come gli organismi naturali si comportino in maniera analoga.
Nel 1953, all'IAS di Princeton (indipendentemente da von Neumann, che era una delle figure chiave dell'Istituto), il matematico italo-norvegese Nils Aall Barricelli condusse i primi esperimenti di vita artificiale su un calcolatore, simulando l'evoluzione di un sistema biologico.